# Labastide-Murat
Labastide-Murat, bis 1852 Labastide-Fortunière, ist eine ehemalige französische Gemeinde mit 611 Einwohnern (Stand: 1. Januar 2022) im Département Lot in der Region Okzitanien. Sie gehörte zum Kanton Causse et Vallées im Arrondissement Gourdon. 
Labastide-Murat wurde mit Wirkung vom 1. Januar 2016 mit den Gemeinden Beaumat, Fontanes-du-Causse, Saint-Sauveur-la-Vallée und Vaillac zur Commune nouvelle Cœur de Causse zusammengeschlossen und übt dort seither die Funktion einer  Commune déléguée aus.

## Geographie
Das Gebiet gehörte zum Regionalen Naturpark Causses du Quercy. Hier befindet sich auch die Parkverwaltung. 
Auf dem Gemeindegebiet entspringt der Fluss Vers. Westlich des Ortes verläuft die Autoroute A20 (L'Occitane), die Anschlussstelle 56 verbindet den Ort mit dem Fernstraßennetz Frankreichs.

## Bevölkerungsentwicklung
| Jahr      | 1962 | 1968 | 1975 | 1982 | 1990 | 1999 | 2009 |
| Einwohner | 718  | 687  | 700  | 732  | 610  | 690  | 650  |

## Partnerschaft
Partnergemeinde von Labastide-Murat war Tolentino in der italienischen Region Marken.

## Im Ort geboren
- Joachim Murat (1767–1815), Schwager Napoléons, als Joachim I. von 1808 bis 1815 König von Neapel, nach dem die Gemeinde 1852 umbenannt wurde
- Antoinette Murat (1793–1847), französische Erbprinzessin und von 1831 bis zu ihrem Tod Fürstin von Hohenzollern-Sigmaringen